# Джерело «Дзеркальне»
Джерело «Дзеркальне» — гідрологічна пам'ятка природи місцевого значення. Розташована на території Козинецької сільської ради Липовецького району Вінницької області. Оголошена відповідно до рішення Вінницького облвиконкому від 29.08.1984 р. № 371. Охороняється водорегулююче джерело ґрунтової води.